# Pringles

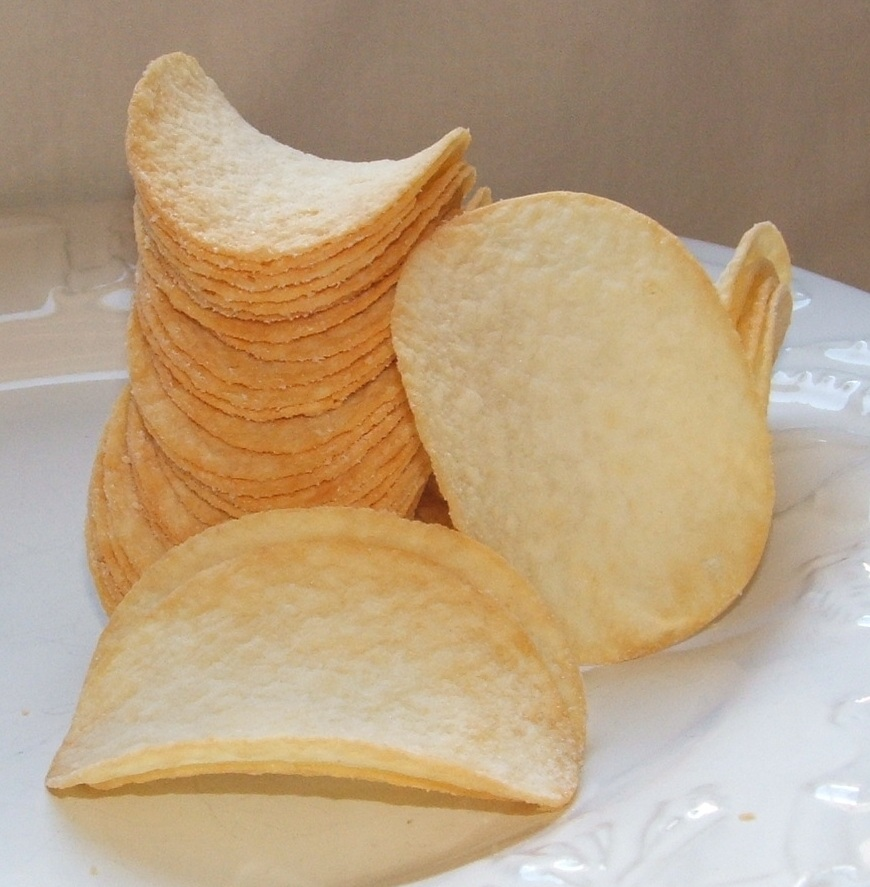

Pringles é uma marca americana de batatas chips produzido pela empresa Kellogg Company. Foi fundada em 1968 nos EUA. Tornou-se a primeira batata a ser vendida num tubo cilíndrico.
O produto era fabricado pelo grupo Procter & Gamble mas entre abril de 2011 e fevereiro de 2012, houve a negociação da marca, inicialmente com o grupo americano Diamond Foods com valores anunciados de US$ 2,35 bilhões em ações e recuperação de dívida, e a Kellogg Company, num valor estimado em  US$ 2,69 bilhões Em fevereiro de 2012 a Diamond encerrou as negociações e a empresa Kellogg anunciou a aquisição da marca. A lata foi projetada para eliminar os farelos, que ficam no fundo do saco com menos gordura nos dedos e para se manter crocantes e suportarem com o tempo. Desenvolvido pelo químico orgânico Frederic J. Bauer o tubo característico da Pringles foi criado para resolver as principais reclamações dos consumidores como batatas quebradas e murchas depois de aberto o Bauer criou o tubo para ser uma câmara protetora onde as batatas ficassem empilhadas, que ajudem a evitar que quebrem, o tubo de papelão também foi criado com revestimento de papel alumínio para impedir, que entrasse ar na lata o que mantêm as batatas crocantes por mais tempo.

## Mercado
Em breve a Pringles será produzida e distribuída no Brasil. Entre os produtos importados da Bélgica que ainda podem ser encontrados nos pontos de venda do país, encontram-se Original, Creme e Cebola, Queijo, Barbecue, Jamón Serrano e Salt & Vinegar, além de três sabores de Tortilha

## Batata ou pasta?
Ainda que a princípio o aperitivo seja feito de batatas, o fabricante alega que elas representam menos de 50% do produto e que a base seria feita de gordura e farinha, numa tentativa de se livrar do IVA (Imposto sobre o Valor Agregado). A justiça britânica, contudo, definiu que Pringles são mesmo batatas e a empresa deverá pagar o imposto supracitado. As batatas Pringles são desidratadas transformadas em purê depois prensadas e fritas, o FDA (Food and Drug Administration) determinou que eles precisavam indicar no rótulo, que eram chips de batata, feitos de batata desidratada, pois seria uma explicação muito longa, porquê a Pringles acabou adotando a expressão Crisps de batata, que fica escondido bem na cara nas latas desde o fim dos anos 70. 

## Sabores
A Pringles vem em diversos sabores e, ocasionalmente, o fabricante produz edições limitadas. No Brasil os sabores mais comuns são: "Original", "Páprica", "Creme e Cebola", "Queijo e Cebola", "Churrasco" e "Barbecue". Já o sabor Jalapeño é destinado a consumidores que consomem muita cerveja, solvente necessário para eliminar a ardência do produto.

### Estados Unidos
- Original
- Loaded Baked Potato
- Sour Cream & Onion
- Jalapeño
- Chili Cheese
- Pizza (Originalmente "Pizza-Licious")
- Cheddar Cheese (Originalmente "Cheezums")
- Ranch
- BBQ - Barbecue
- Salt & Vinegar
- Bacon Ranch
- Spicy Guacamole
- Reduced Fat Original
- Reduced Fat Sour Cream & Onion
- Fat Free Original
- Fat Free Sour Cream & Onion
- Fat Free Jalapeño
- Fat Free Barbecue
- White Cheddar
- Cheese and Onion

Pringles Select Gourmet Chips
- Sun Dried Tomato
- Szechuan Barbecue
- Cinnamon Sweet Potato
- Parmesan Garlic

### Canadá
- Original
- BBQ
- Ketchup
- Jalapeño
- Salt & Vinegar
- Cheezums
- Sour Cream & Onion
- Original Prints
- Reduced Fat Original
- Reduced Fat BBQ
- Reduced Fat Sour Cream & Onion
- Pizza-Licious
- Bacon

### Europa
- Original
- Thai Sweet Chilli & Lemongrass Flavour
- Paprika
- Sour Cream & Onion
- Salt & Vinegar
- Seasalt & Herbs
- Cheese & Onion
- Hot & Spicy
- Texas Barbecue Sauce
- Smokin' Bacon
- Cheese
- Tomato & Mozzarella
- Light Original
- Light Sour Cream & Onion
- Oranjekaas
- The "Gourmet" range
- The Rice Infusions

### Austrália e Nova Zelândia
- Original
- Sour Cream & Onion
- Salt & Vinegar
- Texas Barbecue Sauce
- Smokin' Bacon
- Tomato & Mozzarella
- Light Original
- Light Sour Cream & Onion

### América do Sul
- Cheese & Onion
- Cool & Hot
- Pepper
- Hot & Spicy
- Paprika
- Sour Cream & Onion
- Texas Barbecue Sauce
- Bacon
- Original
- Original Light

### Brasil[4](Importadas da Bélgica)
- Original
- Original Light
- Creme e Cebola
- BBQ
- Queijo
- Jamón Serrano
- Queijo parmesão e azeite de oliva
- Tortilla Original
- Tortilla Pimenta Picante
- Tortilla Creme e Cebola
- Biff

### Japão
- "Lightly Salted Flavor"
- Sour Cream & Onion
- French Consommé
- Funky Soy Sauce
- Creamy Cheddar Cheese
- Devil Hot
- Spanish Salsa
- Black Pepper
- Grilled Cheese

### Coreia do Sul
- Original
- Sour Cream & Onion
- Hot & Spicy
- Cheddar Cheese
- Pizza
- Grilled BBQ
- European (Tomate)

### Israel
- Original
- Jalapeño
- Pizza-licious
- Sour Cream & Onion

### Edições especiais
- "Alter Ego" Salsa
- Cheddar and Sour Cream
- Cheesy Quesadillarola
- Cheesy Fries
- Cheesy Onion Dip
- Chili Cheese
- Chipotle Limón
- Crunchy Dill
- Crushed Pepper
- Wild Strawberry (Item promocional da Disney no filme Tarzan)
- Curry
- Grand Taco
- Honey Mustard
- Hickory BBQ
- Italian Bruschetta
- Jalapeño
- Salsa Verde
- Salt & Pepper
- Smokey BBQ
- Smokin' Bacon Flavour
- Southwestern Salsa
- Spicy Guacamole
- Thai Sweet Chilli & Lemongrass Flavour
- Tuscan Red Pepper with Hint of Olive Oil
- Valentines Day (Original, mas pintada de rosa)
- Wisconsin White Cheddar
- Zesty BBQ